# Гобу
Гобу́ (также Кобу; азерб. Qobu) — посёлок в Гобинском административно-территориальном округе Апшеронского района Азербайджана.

## Этимология
Название села происходит от азербайджанского слова гобу, означающего сухой овраг, осушенная местность.

## История
Село Кобы в 1913 году согласно административно-территориальному делению Бакинской губернии относилось к Кобинскому сельскому обществу Бакинского уезда.
В 1926 году согласно административно-территориальному делению Азербайджанской ССР село относилось к Бакинскому уезду.
После реформы административного деления и упразднения уездов в 1929 году населенный пункт передан Бакинскому городскому совету Азербайджанской ССР. 11 ноября 1937 года селу Кобу присвоен статус посёлка.
Согласно административному делению 1961 года пгт Кобу входил в Кобинский поселковый совет Карадагского района Бакинского городского совета Азербайджанской ССР.
4 января 1963 года посёлок передан в состав новообразованного Апшеронского района. Согласно административному делению 1977 года пгт Кобу входил в Кобинский поселковый совет Апшеронского района.
В 1999 году в Азербайджане была проведена административная реформа и внутри Кобинского административно-территориального округа был учрежден Кобинский муниципалитет Апшеронского района.

## География
Посёлок находится в 14 км от райцентра Хырдалан и в 20 км от Баку. Ближайшая железнодорожная станция — Хырдалан.
Посёлок находится на высоте 58 метров над уровнем моря.

## Население
| Численность населения | Численность населения | Численность населения | Численность населения | Численность населения | Численность населения | Численность населения |
| 1886                  | 1959                  | 1970                  | 1979                  | 1989                  | 1999                  | 2009                  |
| --------------------- | --------------------- | --------------------- | --------------------- | --------------------- | --------------------- | --------------------- |
| 1526                  | ↗2818                 | ↗4517                 | ↗5485                 | ↗6386                 | ↗6762                 | ↗9225                 |

В 1886 году в селе жило 1526 человека, все — таты, по вероисповеданию — мусульмане-шииты.
Население преимущественно занято в промышленности.

## Климат
| Показатель                    | Янв. | Фев. | Март | Апр. | Май  | Июнь | Июль | Авг. | Сен. | Окт. | Нояб. | Дек. | Год  |
| ----------------------------- | ---- | ---- | ---- | ---- | ---- | ---- | ---- | ---- | ---- | ---- | ----- | ---- | ---- |
| Средний суточный максимум, °C | 5,9  | 5,7  | 9,1  | 16,2 | 21,8 | 26,8 | 30,0 | 29,9 | 25,3 | 18,8 | 15,5  | 8,7  | 19,0 |
| Средняя температура, °C       | 3,2  | 3,1  | 5,9  | 12,0 | 17,4 | 22,4 | 25,4 | 25,4 | 21,4 | 15,2 | 12,6  | 5,8  | 14,2 |
| Средний суточный минимум, °C  | 0,6  | 0,5  | 2,8  | 7,9  | 13,1 | 18,0 | 20,9 | 21,0 | 17,5 | 11,7 | 9,7   | 3,0  | 9,4  |
| Норма осадков, мм             | 23   | 20   | 26   | 35   | 30   | 22   | 11   | 11   | 20   | 32   | 32    | 26   | 288  |

Среднегодовая температура воздуха в посёлке составляет +14,2 °C. В посёлке полупустынный климат.

## Инфраструктура
В советское время в посёлке располагались овцеводческий совхоз, ковроткаческая фабрика, птицеводческий комплекс, средняя и восьмилетняя школа, школа рабочей молодежи, дом культуры, библиотека, детский сад, больница.
В посёлке расположены кирпичный завод, ковроткаческая фабрика, почтовое отделение, 3 средних и 1 неполная средняя школы, детский сад, дом культуры, библиотека, больница, мечети.
В 2022 году в посёлке была построена электростанция мощностью 385 МВт и подстанция.